# 圆叶平灰藓
圆叶平灰藓（学名：Platyhypnidium riparioides）为柳叶藓科平灰藓属下的一个种。